# 1946 en musique
| \| • Retour à la chronologie générale de la musique populaire • \| |
| XXIe siècle • XXe siècle • XIXe siècle • XVIIIe siècle XVIIe siècle • XVIe siècle • XVe siècle • XIVe siècle XIIIe siècle • XIIe siècle • XIe siècle • Xe siècle IXe siècle • VIIIe siècle • Haut Moyen Âge • Rome • Grèce |
| • Retour à la chronologie générale de la musique populaire • |

| • Retour à la chronologie générale de la musique populaire • |

| Années de la musique populaire : 1943 - 1944 - 1945 - 1946 - 1947 - 1948 - 1949    |
| Décennies de la musique populaire : 1910 - 1920 - 1930 - 1940 - 1950 - 1960 - 1970 |

Cet article présente les faits marquants de l'année 1946 en musique.

## Évènements
- 29 janvier : Premier concert du saxophoniste Charlie Parker avec Dizzy Gillespie et Lester Young au sein du Jazz At The Philharmonic.
- février : Formation en France du groupe vocal Les Compagnons de la chanson.
- 28 mars : enregistrement par le septet de Charlie Parker sur l'album Dial, de Ornithology, standard de jazz composé la même année par le saxophoniste Charlie Parker et le trompettiste Benny Harris.
- 21 juin : Présentation à New York des premiers disques microsillon, mis au point par Peter Goldenmark pour la CBS (Columbia Broadcasting System).
- 17 juillet : La chanteuse Petula Clark apparaît pour la première fois à la télévision britannique.
- Voulez-vous danser grand-mère ? chanson enfantine française créée par Lina Margy.
- Anthropology, morceau de jazz écrit par le saxophoniste Charlie Parker, le trompettiste Dizzy Gillespie et Joe Bishop.
- Création d'une des plus grandes firme de l'histoire de la guitare, Fender par Leo Fender.

## Principaux albums de l'année
- Édith Piaf : La Vie en Rose
- Luis Mariano: Rien que toi
- Lucienne Delyle : Embrasse moi chéri
- Georges Guetary C'est vous mon seul amour
- Yvette Giraud : Mademoiselle Hortensia
- Tino Rossi La belle, ouvrez-moi donc
- Jacques Helian Le porte-bonheur
- Lily Fayol : Le régiment des mandolines
- Bourvil : Pour sûr
- Andrex : Pomme petite pomme
- Luc Barney : J'ai du boire un peu trop ce soir
- Pierre Dudan : Fumée parfumée
- Édith Piaf et Les Compagnons de la chanson : Les Trois Cloches
- Armand Mestral : Jalousie
- Luis Mariano : La belle de Cadix
- Patrice et Mario : Samba samba
- Fernandel : J'ai un beau chapeau
- Bourvil : Houpetta la bella
- Jacques Helian: Paris Tour Eiffel
- Georges Ulmer : Pigalle

## Succès de l'année

### EnFrance
- Tino Rossi enregistre Petit Papa Noël en 1946
- Charles Trenet enregistre La Mer

### AuxÉtats-Unis
- Nat King Cole enregistre Route 66.

## Naissances
- 3 janvier : John Paul Jones, bassiste de Led Zeppelin.
- 6 janvier : Syd Barrett, cofondateur du groupe de Pink Floyd († 7 juillet 2006).
- 19 janvier : Dolly Parton, chanteuse country américaine.
- 25 janvier : Marie-Paule Belle, chanteuse et pianiste française.
- 26 janvier : Michel Delpech, chanteur français († 2 janvier 2016).
- 1er mars : Gerry Boulet, auteur-compositeur-interprète québécois, chanteur d'Offenbach († 18 juillet 1990).
- 6 mars : David Gilmour, guitariste, chanteur et compositeur de Pink Floyd.
- 11 mai : Plume Latraverse, auteur-compositeur-interprète et écrivain québécois.
- 20 mai : Cher, artiste américaine.
- 10 juin : Chantal Goya, chanteuse française pour enfants.
- 13 juin : Henk Wijngaard, chanteur néerlandais aux tonalités country.
- 15 juin : Demis Roussos, chanteur grec († 25 janvier 2015).
- 22 juillet : Mireille Mathieu, chanteuse française de renommée internationale.
- 24 juillet : Hervé Vilard, chanteur français.
- 16 août : Sheila, chanteuse de variété française.
- 23 août : Keith Moon, batteur de The Who († 7 septembre 1978).
- 1er septembre : Barry Gibb, auteur-compositeur et chanteur des Bee Gees.
- 5 septembre : Freddie Mercury, auteur-compositeur et chanteur de Queen († 24 novembre 1991).
- 16 décembre : Benny Andersson, un des chanteurs et compositeur du groupe ABBA.
- 21 décembre :
  - C. Jérôme, chanteur français († 14 mars 2000)
  - Carl Wilson, guitariste des Beach Boys († 6 février 1998).
- 25 décembre : Jimmy Buffett, chanteur country, rock et pop américain († 1er septembre 2023).
- 29 décembre : Marianne Faithfull, chanteuse et compositrice britannique († 30 janvier 2025).